# Norbert Hof
Norbert Hof (* 2. Februar 1944 in Wien; † 4. Juli 2020) war ein österreichischer Fußballspieler, der auf der Position eines Verteidigers bzw. Mittelfeldspielers spielte.

## Karriere
Seine Karriere begann er beim Wiener Sport-Club, für den er ab 1962 bis 1964 tätig war. In der Saison 1964/65 schloss er sich dann Wacker Wien an, kehrte jedoch 1965 zum Wiener Sport-Club zurück. Nach vier Jahren verließ er den Verein erneut. Diesmal führte ihn sein Weg in die deutsche Bundesliga, wo er in der Spielzeit 1969/70 in Reihen des Hamburger SV stand. Der Auslandserfahrung folgte 1970/71 ein weiteres Engagement beim Sportclub aus Wien, bevor er 1971 zu Rapid Wien wechselte. Ab 1976 spielte er bis 1980 abermals beim Wiener Sportclub.

## Erfolge
Zweimal Österreichischer Cupsieger mit Rapid Wien und 31 Einberufungen in das Nationalteam zwischen 1968 und 1975. Sein Debüt gab er beim 7:1-Sieg in Wien gegen Zypern am 19. Mai 1968 im Match der Weltmeisterschafts-Qualifikation, Gruppe 7, sein letztes am 16. März 1975 beim 2:1-Sieg Österreichs im Stade Municipal in Luxemburg im Match der Europameisterschafts-Qualifikation, Gruppe 2. – Auch sein einziges Tor für das Nationalteam schoss er in einem Pflichtspiel, u. zw. in der Weltmeisterschafts-Qualifikation, Gruppe 1, am 30. April 1972 in Wien beim 4:0 gegen Malta, wobei er in der 85. Spielminute den Endstand fixierte und in der Länderspielserie seit Kriegsende der 77. Schütze eines Tores wurde. (Quelle: "Arbeiterzeitung Wien" vom 3. Mai 1972, S. 13 sowie)

## Persönliches
Norbert Hof war der jüngere Bruder von Erich Hof.  Er wurde am Hernalser Friedhof bestattet.